# لاکوود (کالیفرنیا)
لاکوود (به انگلیسی: Lockwood) یک منطقهٔ مسکونی در ایالات متحده آمریکا است که در شهرستان مونتری، کالیفرنیا واقع شده‌است. لاکوود ۲۸٫۲۵۰ کیلومتر مربع مساحت و ۳۷۹ نفر جمعیت دارد و ۲۹۶ متر بالاتر از سطح دریا واقع شده‌است.